# La mafia solo mata en verano
La mafia solo mata en verano (en italiano: La mafia uccide solo d'estate) es una película de comedia satírica italiana escrita, dirigida y protagonizada por Pierfrancesco Diliberto (conocido en el mundo de la televisión con el alías Pif). El presidente del Senado italiano y exmagistrado antimafia Pietro Grasso se refirió a ella como el mejor trabajo que jamás se ha hecho en cine sobre la mafia siciliana. Obtuvo el premio del Cine Europeo a la mejor comedia, en 2014.

## Reparto
- Pif - Arturo
- Cristiana Capotondi - Flora (edad adulta)

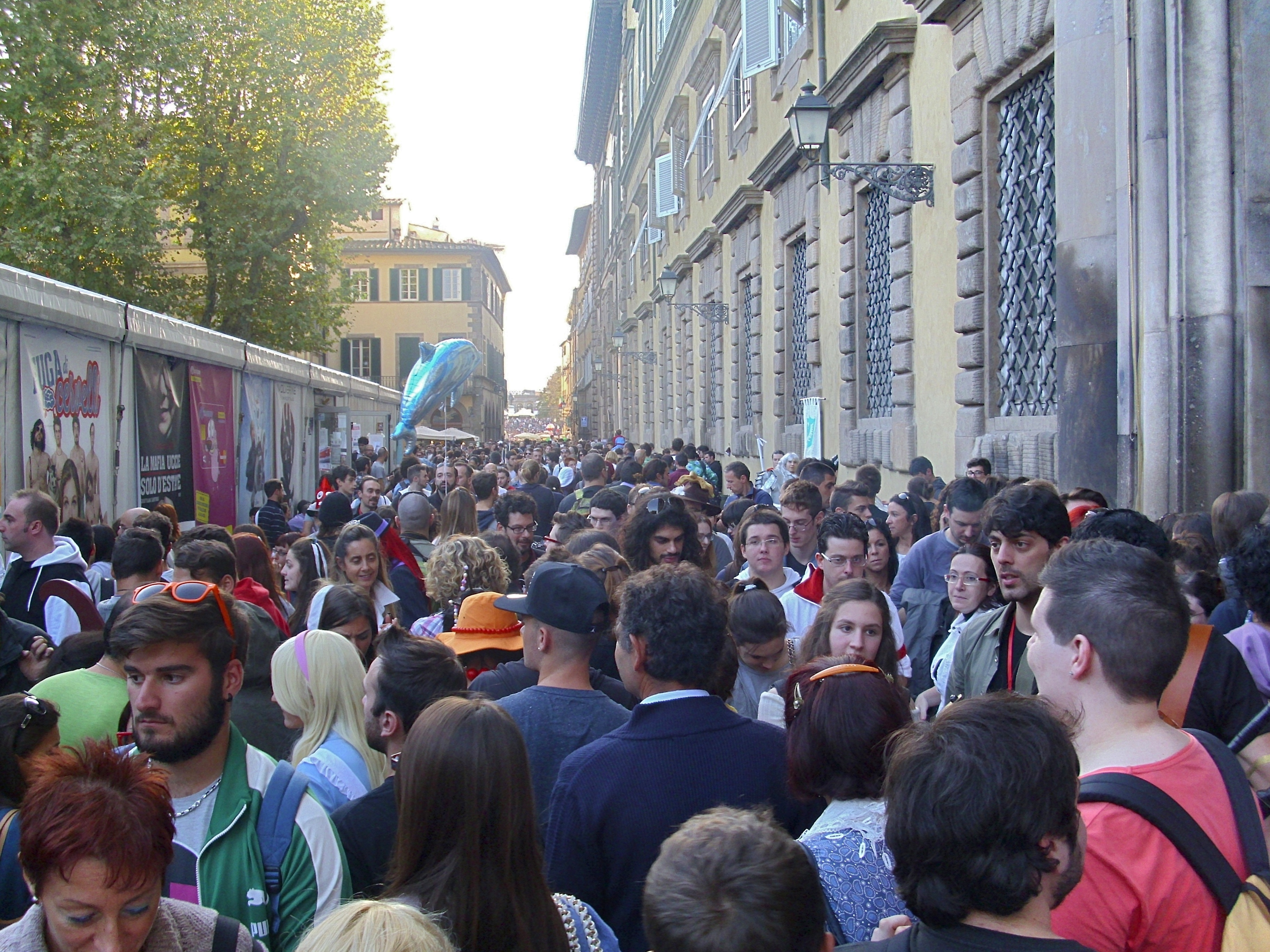
Imagen de la edición del 2013 de la Feria de Luca; en el lado de la izquierda, se ven carteles de las películas italianas Fuga de Cervelli y La mafia solo mata en verano, las dos de ese mismo año.

- Claudio Gioè - Francesco
- Ninni Bruschetta - Fra Giacinto
- Barbara Tabita - Madre de Arturo